# 모리타 신지
모리타 신지(일본어: 森田 真司, 1987년 6월 24일 ~ )는 일본의 전 축구 선수이다.

## 구단 경력
과거 뉴웨이브 기타큐슈, 도치기 우바, YSCC 요코하마, 그루자 모리오카에서 활동하였다.